# オーストラリアの地域対立

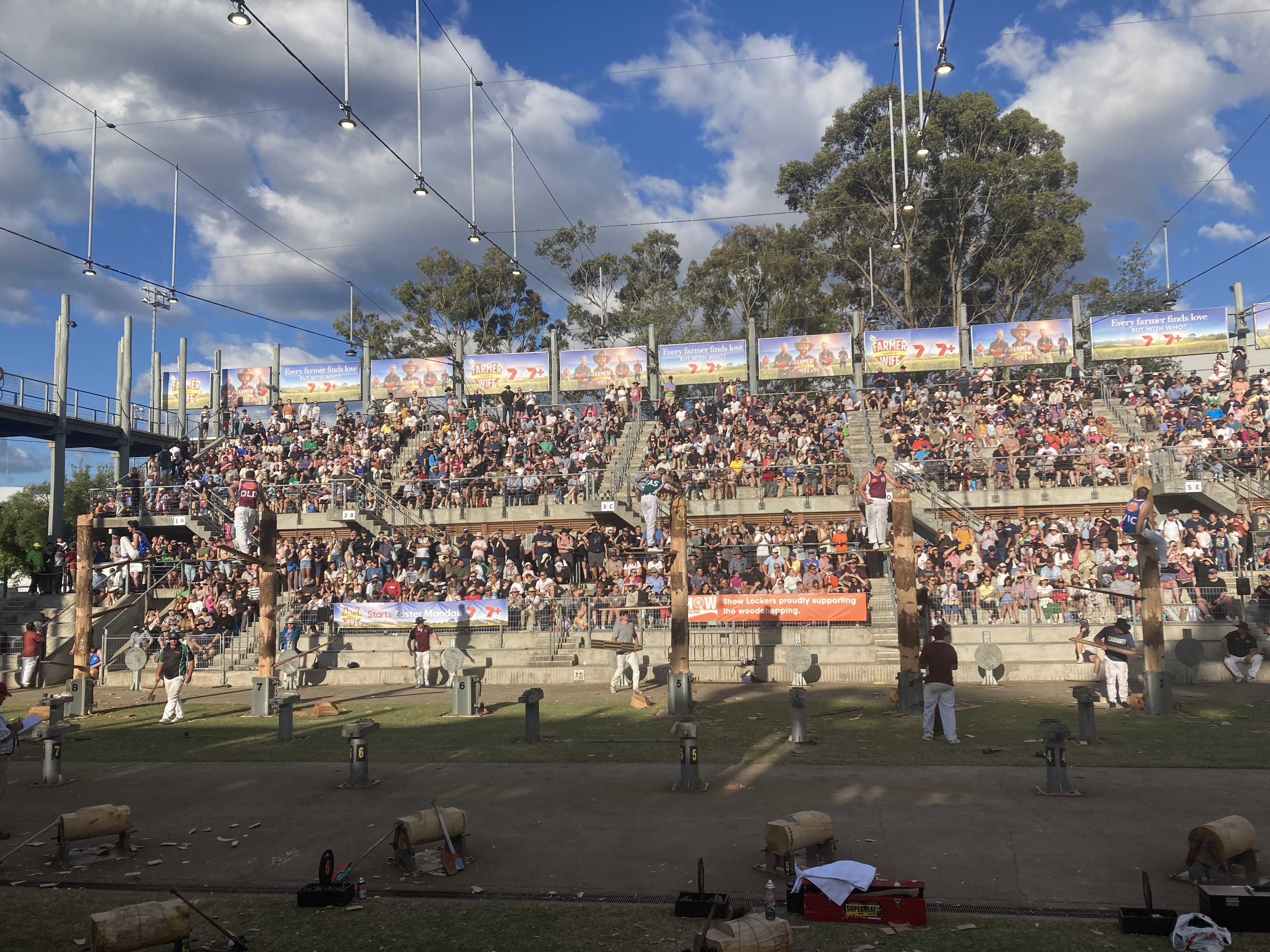
シドニー ロイヤル イースター ショー 2023 での木こり大会。ニュー サウス ウェールズ州、ビクトリア州、クイーンズランド州、タスマニア州出身の斧兵。

オーストラリアの地域対立（オーストラリアのちいきたいりつ）では、オーストラリアにおける地域間の対立について解説する。

## ニューサウスウェールズ州とビクトリア州
オーストラリアのライバル関係で最も有名なのは、シドニーを中心とするニューサウスウェールズ州とメルボルンを中心とするビクトリア州のライバル関係が有名である。1851年にバララットで金鉱が発見されたのを機に人口が急増するとニューサウスウェールズ州から独立してビクトリア州が成立し、それ以後のゴールドラッシュによってビクトリア州はオーストラリアで最も豊かな州になり、オーストラリアの中心もシドニーから当時、イギリス本土との航路で近距離だったメルボルンに移った。この頃からニューサウスウェールズ州とビクトリア州の伝統的な地域対立が生じ、首都においても双方相譲らない状態が続いた。1901年にオーストラリア連邦が成立するとメルボルンが臨時首都に選ばれるものの1927年にキャンベラが正式な首都となった。しかし首都機能移転は遅々とし実際のオーストラリアの中心はシドニーとメルボルンからなかなか機能移転できなかった。オーストラリアの高等裁判所がメルボルンからキャンベラに移ったのは1980年になってからである。またシドニーとメルボルンの鉄道開通は1883年に開通したものの両州の鉄道軌間は違い州境のオルベリーとウォドンガで乗り換えが必要だった。直通運転が開始されたのは1962年になってからである。

### シドニーとメルボルン
ゴールドラッシュにより成立後わずか14年後の1865年にメルボルンはシドニーを抜いてオーストラリア最大の都市になったが1890年に銀行の倒産と不況によってゴールドラッシュが終焉し20世紀に入ると再びシドニーが最大の都市に返り咲いた。しかしオーストラリアの大企業や金融機関の本部はメルボルンに置き続け、イベント開催などもメルボルンが多く1956年には南半球最初のメルボルンオリンピックが開かれ必ずしもシドニーの一極集中とはならなかった。2000年にはシドニーオリンピックが開かれアメリカなどの外資系企業はシドニーにオーストラリア本部を置き経済面もメルボルンを凌駕するようになったものの、ニューサウスウェールズ州の住宅制限政策により人口増加率が抑制された。一方メルボルンは人口増加が続き2009年に400万人、2019年に500万人を突破、2026年にはシドニーを抜いて再びオーストラリア最大の都市に返り咲くのではないかとみられている。

## クイーンズランド州と南東部諸州
クイーンズランド州は1859年にニューサウスウェールズ州から独立して成立した州でオーストラリアの輸出商品である石炭、牛肉、砂糖などを最も貢献しながらも首都のキャンベラから疎遠で政治的権力を掌握できないことから不満を生じ、キャンベラ政府や経済の中心であるシドニーのあるニューサウスウェールズ州やメルボルンのあるビクトリア州と長年に渡り緊張関係がある。1975年に南オーストラリア州で同性愛を認める法案が可決されたのを皮切りにシドニーやメルボルンなどオーストラリア各地で許容する動きがあっても、クイーンズランド州では同性愛者へのバッシングが絶えなかった。また白豪主義思想も根強くニューサウスウェールズ州やビクトリア州などの南東部諸州の人々はクイーンズランド州を、アメリカ合衆国のディープサウスと好一対だという事で「ディープノース」と例えられた事もあった。1997年にオーストラリアが多文化主義国家を標榜すると、クイーンズランド州出身のポーリン・ハンソンによってワン・ネイションを立ち上げ多文化主義に反対の立場を取った。

## 西オーストラリア州と東部諸州
オーストラリア最大の州である西オーストラリア州はオーストラリア全面積の3分の1を占め、豊富な天然資源と鉱物を産出し多大な外貨を稼ぎオーストラリアの経済力を担っている。しかし地理的に東部の主要部とかけ離れているため、他の東部諸州を外国のように見て東部の中央集権からの干渉を嫌い独立志向が強い傾向にある。事実実際1931年にオーストラリアから分離独立運動が起こった。

## 南オーストラリア州とビクトリア州
南オーストラリア州は流刑囚の移住により歴史が始まった他の州と違い自由民の移住により開墾された州で、それゆえに他の諸州に優越意識を持っている反面、ドイツやオーストリアの移民がイギリス系に次ぎ多かった事から第一次世界大戦後は肩身の狭い時代もあり他州からは複雑な視点で見られている。特に隣のビクトリア州はニューサウスウェールズ同様、ゴールドラッシュによる急激な発展からライバル意識が強く、両州の州都のアデレードとメルボルンはオーストラリアの文化の中心を自負しあっている。F1グランプリもアデレードからメルボルンに移った事もアデレード市民の反発を買った。

## クイーンズランド州の州内対立
クイーンズランド州内でもブリスベンやゴールドコーストのある南部とケアンズやタウンズビルなどの北部との経済格差による対立関係があり、また北部のケアンズとタウンズビルも北部の中心都市としての座を巡り対立関係が起こっている。

## ニューサウスウェールズ州の州内対立
ウロンゴンやシェルハーバー、カイアマなどのイラワラ地域とシドニーやニューカッスルと歴史的遺恨による
長い対立関係がある。

## ビクトリア州の州内対立
ゴールドラッシュの繁栄の中心の座を巡りバララットとベンディゴの対立関係がある。